# 謝拉戈達 (智利)
謝拉戈達（西班牙語：Sierra Gorda），是智利的城鎮，位於該國北部安托法加斯塔大區的安托法加斯塔省，面積12,886.4平方公里，海拔高度1,615米，2012年人口1,069人，人口密度每平方公里0.08人。
22°54′S 69°19′W / 22.900°S 69.317°W